# Jed (fleuve)
Le fleuve Jed  (en anglais : Jed River)  est un cours d’eau de l’Île du Sud de la Nouvelle-Zélande.

## Géographie
Il s’écoule vers l’Océan Pacifique tout près de la ville Cheviot, tout près de Gore Bay. Il se combine avec les eaux de ‘Buxton Creek’ derrière une plage rocheuse avant de se drainer à travers le lit de galets. Le flux se brise sur des rochers après les pluies violentes et établit alors un passage direct vers la mer